# تلمبه شهید محمود اوتراب
تلمبه شهید محمود اوتراب یک منطقهٔ مسکونی در ایران است که در دهستان نوبندگان واقع شده‌است.